# 消費者委員會 (澳門)

前消費者委員會標誌

消費者委員會（簡稱：消委會，葡文縮寫：CC）是澳門特別行政區的政府部門，由經濟財政司監督，主要負責保障澳門及來自各地的所有消費者權益。
消委會的主要工作，包括測試市面上各種產品的安全程度和質素，處理消費者對店舖的投訴，向市民提供產品及服務資訊，並透過各類宣傳教育消費者，使消費者知道自己應有的權利及懂得保障自己的權益。

## 歷史
- 1988年6月13日，設立“消費者委員會”，葡萄牙語：，隸屬於“衛生暨社會事務政務司”。
- 1995年6月12日，消費者委員會進行架構重組。
- 1999年12月20日，澳門回歸後，消費者委員會更為隸屬於“經濟財政司”。
- 2002年5月6日，消費者委員會標誌更換成現時式樣。
- 2023年11月1日，消費者委員會進行架構重組。

## 組織法例
- 第19/GM/98號批示（1998年3月11日《澳門政府公報》）許可消費者委員會設立一仲裁中心。
- 第228/2020號行政長官批示（2020年12月14日《澳門特別行政區公報》）將“澳門消費爭議仲裁中心”更名為”澳門消費爭議調解及仲裁中心”。
- 第37/2023號行政法規（2023年10月24日《澳門特別行政區公報》）消費者委員會的組織及運作。

## 職責
- 對行政當局將訂定之保護消費者的政策發表意見；
- 與同類實體接觸及推動保護消費者之共同工作，尤以指導及提供資料之工作為然；
- 研究及推行對較不受照顧之消費者，特別是老年人、傷殘人士及經濟薄弱者之特別輔助計劃；
- 對消費者的指導及資料提供，提出建議及進行活動；
- 鼓勵經濟及專業代表團體編製管制其會員活動的法例；
- 研究消費者所提出的聲明異議及投訴，並將之轉達有權限的公共部門；
- 對一般消費的財產及服務取得範圍所出現的輕微糾紛，提供調解、中介及仲裁的機制；
- 推動、執行及加強本法律規定之措施；
- 將由法律賦予之任何其他職責。

## 組成
- 消費者委員會的機關有主席、行政管理委員會及附屬單位；
- 消費者諮詢委員會是澳門特別行政區政府制定保護消費者權益的相關政策及措施的諮詢組織，其行政及技術支援由消費者委員會負責。

### 消費者委員會主席、行政管理委員會及附屬單位
|  |  | 行政管理委員會 | 行政管理委員會 | 行政管理委員會 | 行政管理委員會 | 行政管理委員會 | 行政管理委員會 |  |  | 主席 副主席          | 主席 副主席          | 主席 副主席          | 主席 副主席          | 主席 副主席          | 主席 副主席          |  |  |              |              |              |              |              |              |  |  |  |  |  |  |  |  |  |  |
|  |  | 行政管理委員會 | 行政管理委員會 | 行政管理委員會 | 行政管理委員會 | 行政管理委員會 | 行政管理委員會 |  |  | 主席 副主席          | 主席 副主席          | 主席 副主席          | 主席 副主席          | 主席 副主席          | 主席 副主席          |  |  |              |              |              |              |              |              |  |  |  |  |  |  |  |  |  |  |
|  |  |                |                |                |                |                |                |  |  |                      |                      |                      |                      |                      |                      |  |  |              |              |              |              |              |              |  |  |  |  |  |  |  |  |  |  |
|  |  |                |                |                |                |                |                |  |  |                      |                      |                      |                      |                      |                      |  |  |              |              |              |              |              |              |  |  |  |  |  |  |  |  |  |  |
|  |  |                |                |                |                |                |                |  |  |                      |                      |                      |                      |                      |                      |  |  |              |              |              |              |              |              |  |  |  |  |  |  |  |  |  |  |
|  |  |                |                |                |                |                |                |  |  | 消費權益保護廳       |                      |                      |                      |                      |                      |  |  |              |              |              |              |              |              |  |  |  |  |  |  |  |  |  |  |
|  |  |                |                |                |                |                |                |  |  |                      |                      |                      |                      |                      |                      |  |  |              |              |              |              |              |              |  |  |  |  |  |  |  |  |  |  |
|  |  | 行政及財政處   | 行政及財政處   | 行政及財政處   | 行政及財政處   | 行政及財政處   | 行政及財政處   |  |  | 消費活動及投訴監察處 | 消費活動及投訴監察處 | 消費活動及投訴監察處 | 消費活動及投訴監察處 | 消費活動及投訴監察處 | 消費活動及投訴監察處 |  |  | 研究及資訊處 | 研究及資訊處 | 研究及資訊處 | 研究及資訊處 | 研究及資訊處 | 研究及資訊處 |  |  |  |  |  |  |  |  |  |  |

### 消費者諮詢委員會
- 委員會由以下成員組成：
  - 消費者委員會主席
  - 經濟及科技發展局代表一名
  - 旅遊局代表一名
  - 市政署代表一名
  - 海關代表一名
  - 司法警察局代表一名
  - 藥物監督管理局代表一名
  - 與保護消費者權益、學術及商界領域相關的專業人士、學者及公認具功績、聲譽及能力的社會人士，人數不超過十二名
- 主席由消費者委員會主席擔任，副主席由經濟財政司批示委任的成員中，指定一名成員擔任。主席不在或因故缺席時，將由副主席代替。

| 消費者諮詢委員會成員                  | 消費者諮詢委員會成員         |
| ------------------------------------- | ---------------------------- |
| 主席                                  | 消費者委員會主席             |
| 副主席                                | 徐達明                       |
| 委員                                  | 經濟及科技發展局代表：鄺信昌 |
| 委員                                  | 旅遊局代表：鍾卓業           |
| 委員                                  | 市政署代表：梁焯文           |
| 委員                                  | 海關代表：江慧儀             |
| 委員                                  | 司法警察局代表：鄧錦華       |
| 委員                                  | 藥物監督管理局代表：吳國良   |
| 委員                                  | 王淑梓                       |
| 委員                                  | 李居明                       |
| 委員                                  | 李勁揚                       |
| 委員                                  | 林迪恩                       |
| 委員                                  | 周笑銀                       |
| 委員                                  | 區小平                       |
| 委員                                  | 黃敏姿                       |
| 委員                                  | 黎浩然                       |
| 委員                                  | 歐家輝                       |
| 委員                                  | 鄭穎堯                       |
| 委員                                  | 魏丹                         |
| 來源：相關連結 （页面存档备份，存于） |                              |

## 誠信店相關連結（页面存档备份，存于）
- 為彰顯「加盟商號」以“誠信為本”之經營之道，自2001年起，增設「誠信店」制度。對於過去一年誠信、守法經營，且通過本會評核之「加盟商號」，將頒發「誠信店」資格以示嘉許。

## 消費爭議調解及仲裁中心相關連結（页面存档备份，存于）
中心處理消費爭議範圍內的機構調解及仲裁，促進解決消費者與經營者之間因提供商品或服務而產生的民事或商事性質的爭議。
- 假如消費者因購買了有瑕疵的產品或服務而感到權益受損。
- 假如商人珍惜其商譽，並希望化解與消費者之間的糾紛。

雙方可尋求消費爭議調解及仲裁中心的協助，透過調解或仲裁解決消費爭議。